# Бонифацио, Никколо
Никколо Бонифацио (итал. Niccolò Bonifazio, род. 9 октября 1993 в Кунео, Италия) — итальянский профессиональный шоссейный велогонщик, выступающий с 2019 года за команду «TotalEnergies». 

## Достижения

#### Однодневки
| Монументальные        |      |      |      |      |
| Соревнование          | 2014 | 2015 | 2016 | 2017 |
| Милан — Сан-Ремо      | —    | 5    | 17   | 96   |
| Тур Фландрии          | DNF  | DNF  | —    |      |
| Париж — Рубе          | DNF  | DNF  | —    |      |
| Льеж — Бастонь — Льеж | —    | —    | —    |      |
| Джиро ди Ломбардия    | —    | —    | —    |      |
| Классические          |      |      |      |      |
| Соревнование          | 2014 | 2015 | 2016 | 2017 |
| Dwars door Vlaanderen | —    | —    | 91   | 162  |
| E3 Харелбеке          | DNF  | DNF  | —    | —    |
| Гент — Вевельгем      | DNF  | DNF  | DNF  |      |
| Амстел Голд Рейс      | —    | —    | DNF  |      |
| Флеш Валонь           | —    | —    | DNF  |      |
| Ваттенфаль Классик    | 114  | 9    | —    |      |

### Выступления
2010
7-й — Trofeo San Rocco
10-й — Молодёжный Три варезенские долины
2011
1-й — GP dell'Arno
1-й на этапе 3 — Tour d'Istrie
2012
9-й — Чемпионат Европы в групповой гонке
2013
1-й на этапе 2 — Coupe des nations Ville Saguenay
2014
1-й — Кубок Уго Агостони
1-й на этапе 6 — Тур Японии
2-й — Тур Хайнаня
1-й  Очковая классификация
1-й на этапе 2, 6 и 8
6-й — Гран-при Бруно Бегелли
8-й — Кубок Сабатини
2015
1-й — Гран-при Лугано
1-й на этапе 7 — Тур Японии
3-й — Gran Premio della Costa Etruschi
3-й — Кубок Уго Агостони
4-й — Гран-при кантона Аргау
5-й — Милан — Сан-Ремо
8-й — Кубок Бернокки
9-й — Ваттенфаль Классик
2016
1-й на этапе 3 — Тур Польши
3-й — Кэдел Эванс Грейт Оушен Роуд
5-й — Схелдепрейс
6-й — Кюрне — Брюссель — Кюрне
2017
4-й — Пиплс Чойс Классик
2019
1-й  Тропикале Амисса Бонго
1-й на этапах 1,2 и 5
1-й  Очковая классификация

## Статистика выступлений наГранд Турах
- Тур де Франс
  - Участие:0

- Джиро д'Италия
  - Участие:0

- Вуэльта Испании
  - Участие:1
    - 2016: сход на этапе 6